# Бостон Минитмен
«Бо́стон Ми́нитмен» — ныне не существующая американская футбольная команда, базировавшаяся в Бостоне, игравшая в NASL. Клуб существовал с 1974 по 1976 год. Их домашними стадионами были Стадион Воспитанников в Чеснат-Хилл, стадион Шефер в Фоксборо, Мемориальный Стадион Ветеранов в Куинси и Сарджент Филд в Нью-Бедфорд.
Португальская легенда Эйсебио играл за «Минутмен» в 1975 году, так же, как и знаменитый американский футболист Шеп Мессинг.
Минутмен начал хорошо, выиграв чемпионат Северного дивизиона в своем первом сезоне, собирая более 9000 болельщиков за матч на Стадионе Воспитанников, закончили на 5-й позиции в чемпионате. Они проиграли в плей-офф чемпиону лиги, «Лос-Анджелес Ацтекс». Когда Эйсебио приехал в Бостон в 1975 году (к этому времени команда переехала в Никерсон Филд), казалось, что всё будет продолжаться в том же духе. Хотя команда выиграла чемпионат Северного дивизиона снова, посещаемость стала вдвое меньше, чем было. В плей-офф «Минутмен» проиграл в Майами в дополнительное время.
Для 1976 года владелец команды Джон Стердж объявил, что «Минутмен» переедет, на этот раз на Гарвардский стадион, но сделка сорвалась ещё до начала сезона, и команда закончила менять стадионы. К этому времени Стердж начал испытывать финансовые трудности, связанные с операциями с ценными бумагами на биржах, и был вынужден продать многих игроков, включая Эйсебио, который отправился в конечном итоге к «Торонто Метрос-Кроэйша». Посещаемость резко упала, «Минутмен» проиграл последние 12 матчей и после окончания сезона был расформирован.